# Lopatnic
Lopatnic è un comune della Moldavia situato nel distretto di Edineț di 1.401 abitanti al censimento del 2004